# تایوس ادنی
تایوس ادنی (انگلیسی: Tyus Edney؛ زادهٔ ۱۴ فوریهٔ ۱۹۷۳) بازیکن بسکتبال اهل ایالات متحده آمریکا است.
از باشگاه‌هایی که در آن بازی کرده‌است می‌توان به بسکتبال مردان یوسی‌ال‌ای برونز، ایندیانا پیسرز، باشگاه بسکتبال رئال بتیس، باشگاه بسکتبال المپیاکوس، بوستون سلتیکس، یونیورسو ترویزو، و ویرتوس رم اشاره کرد.
وی در مسابقات کشوری و بین‌المللی در مجموع برندهٔ ۱ مدال برنز شده‌است.